# پایشل-پراوینگ
پایشل-پراوینگ (به آلمانی: Pichl-Preunegg) یک منطقهٔ مسکونی در اتریش است که در Expositur Gröbming واقع شده‌است. پایشل-پراوینگ ۵۴٫۳۴ کیلومتر مربع مساحت دارد ۷۹۹ متر بالاتر از سطح دریا واقع شده‌است.